# Sylvie Clerfeuille
Sylvie Clerfeuille est une journaliste et réalisatrice de télévision. Auteur de plusieurs ouvrages sur les musiques africaines, elle est, avec Nago Seck, la conceptrice et la rédactrice en chef du site Afrisson.com. Elle a été jusqu’en décembre 2014 experte en musiques africaines pour le groupe Orange, a lancé entre 2016 et 2019, avec l'Association Villes des Musiques du Monde, le concours national des diasporas de France, Le Prix des Musiques d'Ici/Diaspora Music Awards,  et  travaille actuellement comme journaliste à Music in Africa.

## Biographie

### Diplômes et journalisme
Née en 1956 à Salammbô, Tunis, Sylvie Clerfeuille a suivi plusieurs cursus universitaires :
Après un passage en khâgne à Toulouse, elle décroche un doctorat d’anglais à l’Université Sorbonne Nouvelle à Paris. Elle est également titulaire d’un master hypermédia de l’Université de Paris 8, d’un diplôme de journaliste reporter d’images et du Cambridge Certificate.
Elle a collaboré à de nombreux médias africains (Amina, Bingo, Afrique Magazine, Afrique Asie, l’Autre Afrique, Jeune Afrique Économie, Emergence Afrique, Music in Africa) et occidentaux (RFI, RFI Musique, MFI, Cultures Sud, Marianne, L'Événement du jeudi, Libération, The Beat Magazine (Los Angeles, USA), ABC Radio (Sydney, Australie), Le Courrier ACP/UE, Batteur magazine, Guitare Magazine, Accordéon Magazine, Paroles et Musique, Amazon.fr, Cultures Sud, etc.).

### Publications
Elle a publié plusieurs ouvrages avec Nago Seck sur les musiques africaines (Musiciens africains des années 80, les musiciens du beat africain) (Préface de Jack Lang). Chargée de mission auprès de Cultures France et du Ministère de la Coopération, elle a co-réalisé l’exposition Les Grandes figures des musiques urbaines africaines (préface du livret de l’exposition par Manu Dibango) avec le soutien d’Afrique en Créations et de l’AFAA (Cultures France). Sylvie Clerfeuille a également collaboré à des ouvrages collectifs - Sans Visa : le guide des musiques de l’espace francophone et du monde (1995), Paroles et musique en 2004 (Notre Librairie/Cultures Sud), Itinéraires et convergences des musiques traditionnelles et modernes d’Afrique (L’Harmattan), Les 100 clés de l’Afrique (Hatier) en 2005 et Héritage de la musique africaine dans les Amériques et les Caraïbes (L’Harmattan) en 2007 et à plusieurs encyclopédies (Continuum Encyclopedia of Popular Music, La Chanson Mondiale chez Larousse.

### Participation à des jurys, conférences et encyclopédies
Membre de divers jurys dont les Kora Awards en Afrique du Sud avec Youssou N'dour, Dali Tambo (en), Jacob Desvarieux et Wally Badarou), elle a donné des conférences à la Cité de la musique à Paris, dans plusieurs universités (American School of Paris, Université de Rouen, à l'Institut Français d'Abidjan (musiques africaines et économie numérique) et dans des festivals (FESPAM) à Brazzaville et Kinshasa, Francophonies de Limoges). Elle est membre du Comité Scientifique du FESPAM.Entre 2016 et 2019, elle a monté avec Kamel Dafri et l'Association Villes des Musiques du Monde le Prix des Musiques d'Ici / Diaspora Music Awards, un concours organisé sur 6 régions de France. 

### Télévision, Spectacle vivant, site internet, expertise
Elle a réalisé le magazine culturel Saaraba sur une télévision locale mais aussi en 2017 un documentaire sur le Cameroun, Quand Yaoundé rêve. Entre 2007 et 2012, elle  a dirigé à Paris avec Nago Seck un espace de rencontres et de dialogue autour des cultures de l’Afrique et de la diaspora. Elle a organisé en 2009 et 2011 le festival « Rencontres Afrique Asie » avec l’Ambassade d’Indonésie, le festival Villes des Musiques du Monde, la mairie d’Aubervilliers, le Centre Barbara et le Musée du Montparnasse. Entre 2013 et 2015, elle travaille comme  experte sur les musiques africaines à Orange et  comme journaliste à la revue Émergences Afrique. Elle est actuellement journaliste à Music in Africa et dirige avec Nago Seck Nago Seck le site Afrisson.com.